# Bora / Coalition
Bora / Coalition (The Split Program) – split-album grup Coalition (Polska) oraz Bora (Litwa), wydany w 2003 roku.

## Lista utworów

### Bora
1. „As If I Care” – 1:10
2. „Afraid To Live” – 2:11
3. „Following Rules” – 1:53
4. „Pried Tave” – 1:59
5. „Fashionable Consumer (Of Death)” – 1:47
6. „Own Bred Fear” – 1:48
7. „Under Control” – 2:18
8. „Ja i Ty” (cover Coalition) – 1:11

### Coalition
9. „Od Zmierzchu Do Świtu” – 2:27
10. „Fundamental Love” (cover Bora) – 2:07
11. „XXI Wiek” – 2:10
12. „Metody” – 2:07
13. „Pieniądz” – 2:26
14. „Wonderful Life” (cover Black) – 2:10
15. „Krawędź” – 2:12